# Valea Poienii (Bucsony község)
Valea Poienii falu Romániában, Erdélyben, Fehér megyében. Közigazgatásilag Bucsony községhez tartozik.

## Fekvése
Bucsum-Cserbu közelében fekvő település.

## Története
Valea Poienii korábban Bucsum-Cserbu része volt, 1956-ban vált külön, ekkor 59 lakosa volt.
1966-ban 68, 1977-ben 68, 1992-ben 47, 2002-ben pedig 48 román lakosa volt.